# 蔡天西
蔡天西（1977年—）是一位美国华人生物统计学家。

## 生平
1977年出生于浙江省瑞安市，1991年考入少年班 (中国科学技术大学)，1995年获得中国科学技术大学学士学位，1999年获得哈佛大学博士学位，师从魏立人。2000年加入华盛顿大学担任副教授，2002年返回母校哈佛大学任教。

## 荣誉
2011年被选为美国统计学会会士。

## 家庭
父亲是乡村医生蔡笑晚，哥哥是统计学家蔡天文。